# Polystichum duthiei
Polystichum duthiei là một loài thực vật có mạch trong họ Dryopteridaceae. Loài này được (C. Hope) C. Chr. miêu tả khoa học đầu tiên năm 1906.